# 波浪文化城

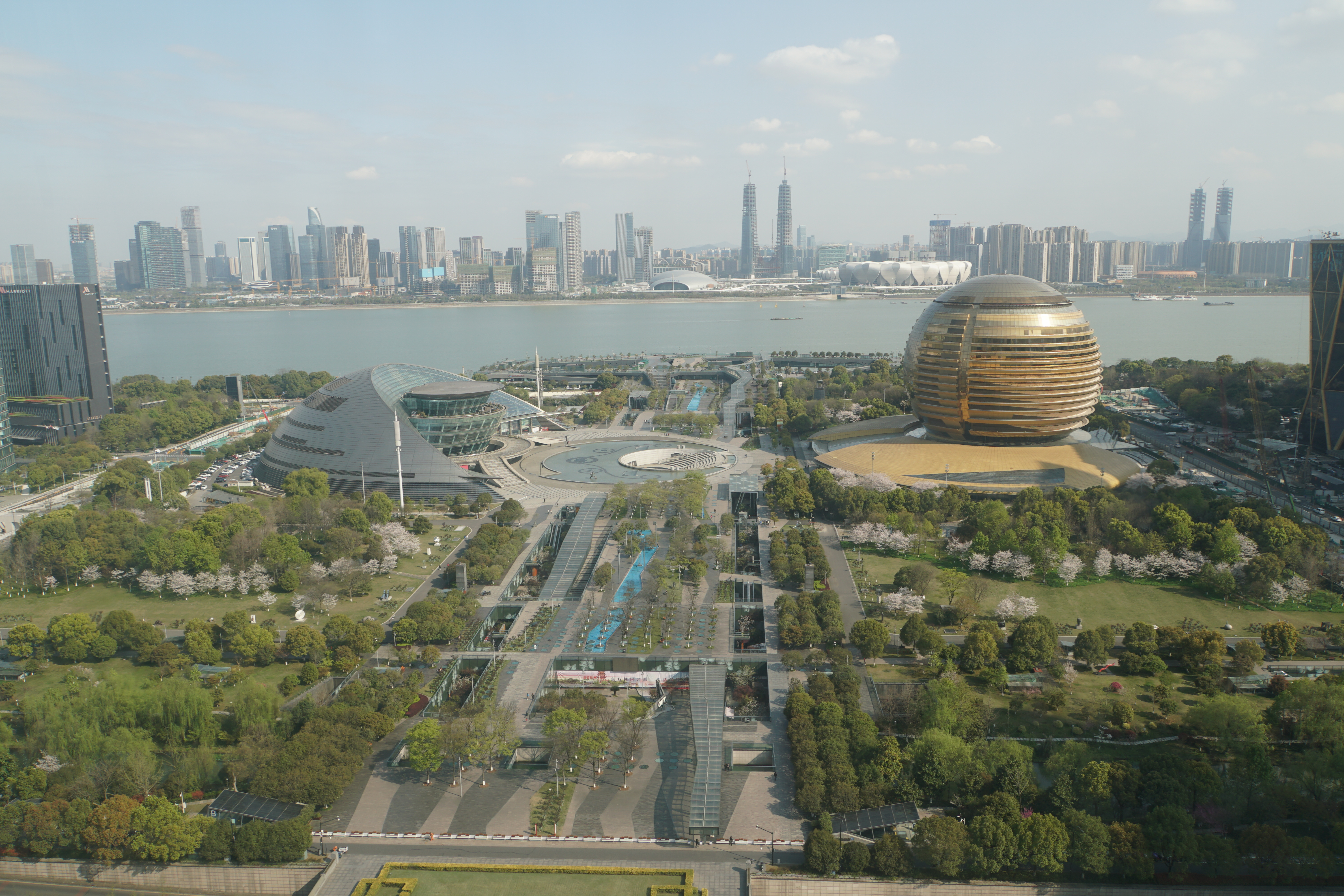
从市民中心观看波浪文化城

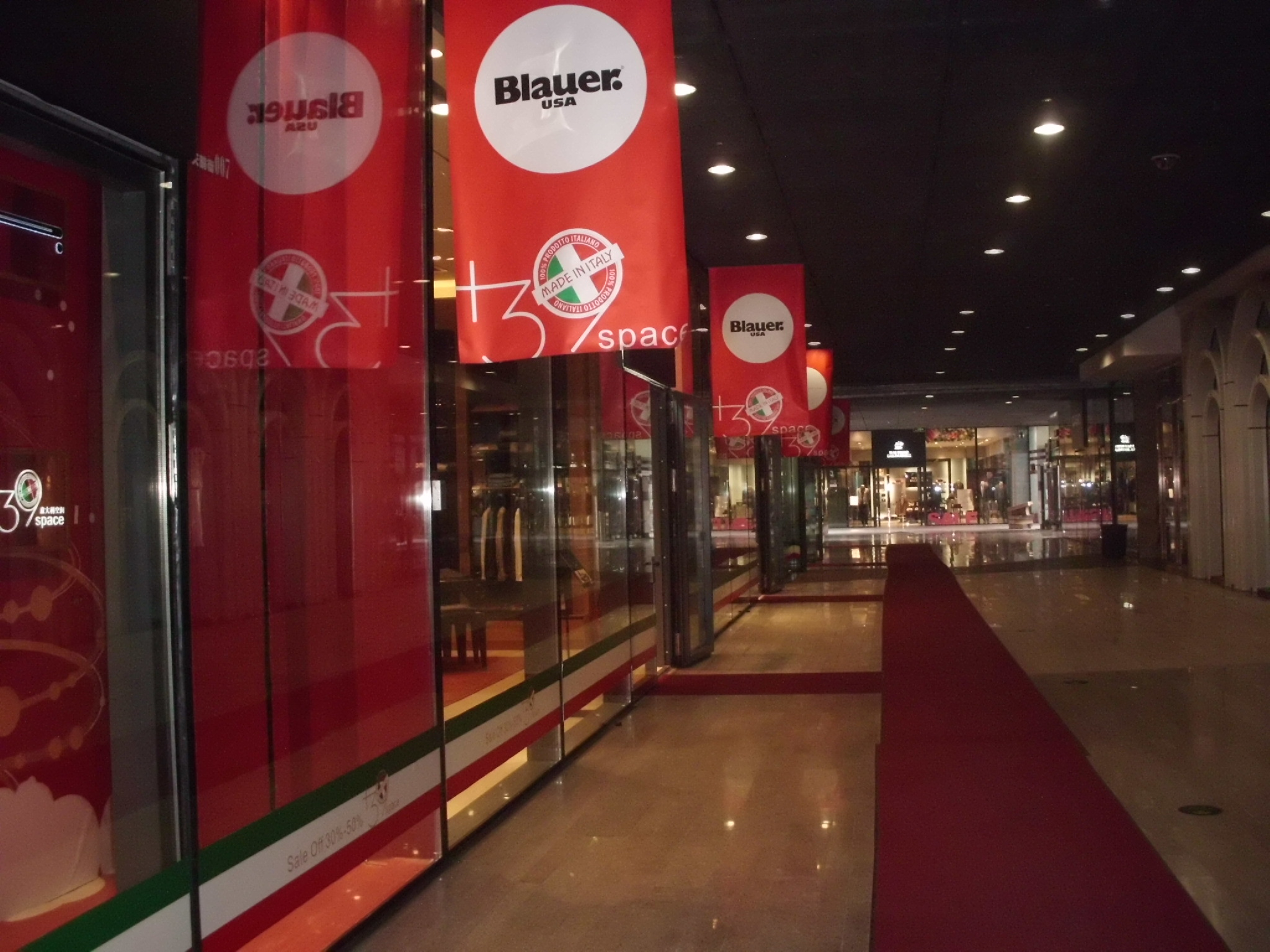
位于地下一层的商业区

波浪文化城是杭州市钱江新城的大型开敞式地下空间，它既是新城最庞大的工程之一，也是中国最大的地下空间。位于杭州市民中心到钱塘江、杭州国际会议中心到杭州大剧院之间的城市广场区域，是新城核心区地下空间系统的主干区和联结纽带。

## 简介

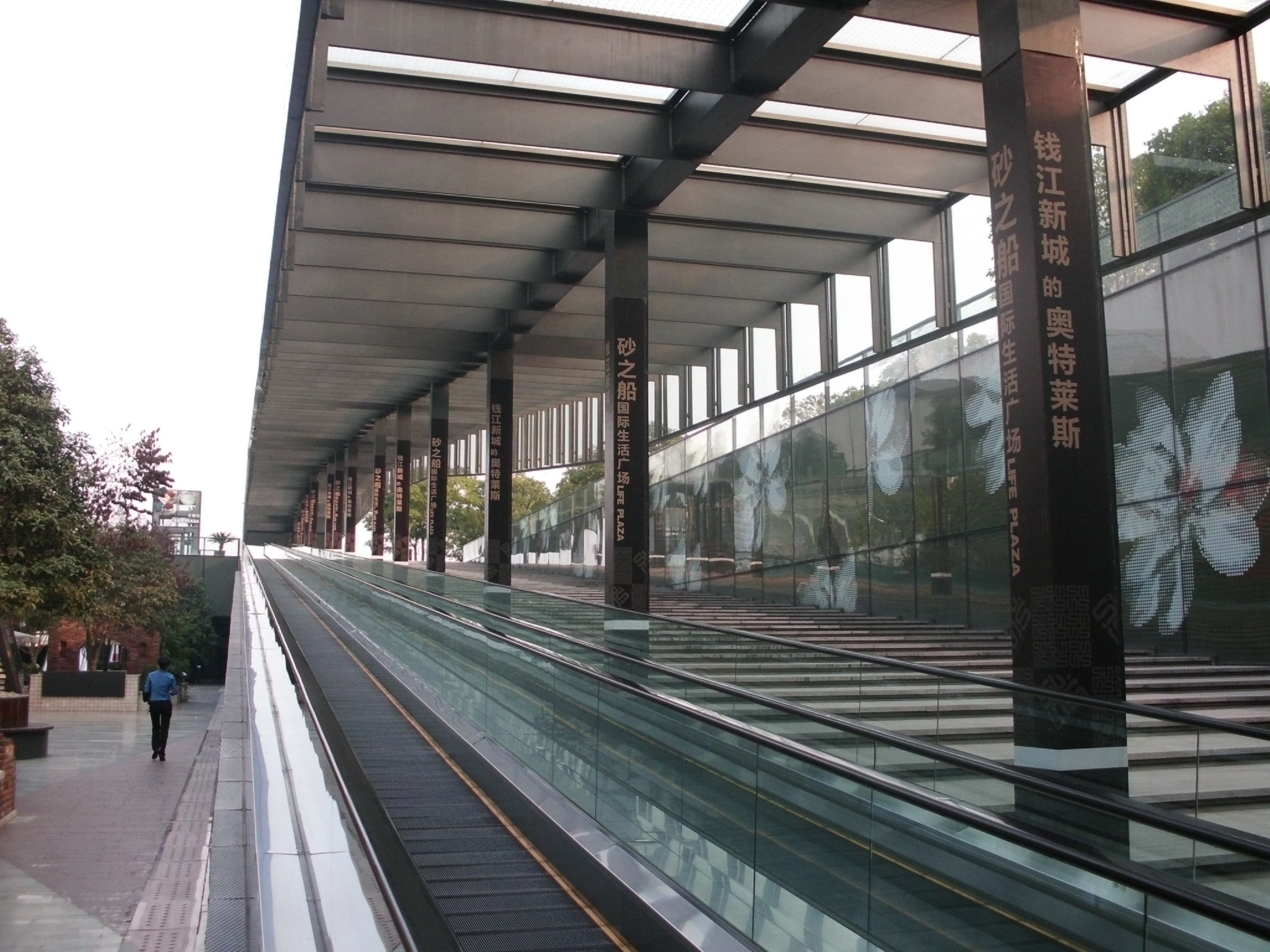
最长的人行扶梯

波浪文化城由德国Rainer Schmidt Landschaftsarchitekten和Obermeyer Planen + Beraten GmbH事务所设计，工程于2005年开工，2008年完成。
波浪文化城长350米，分两层，总面积13万平米。地下一层砂之船国际生活广场有各类精品特色店、高档百货商店、餐馆、展览馆、影院、旅游中心等商业文化休闲设施。地下二层为公共停车场和地铁站。
其中有人行扶梯、垂直电梯大小约30多部，东南面一部特制的长100多米的人行扶梯是杭州市内最长的人行扶梯。